# OEEC
OEEC (Organization for European Economic Cooperation) var en international organisation som blev oprettet i 1948 og som havde til opgave at varetage administrationen af Marshall-planen, der omfattede fordeling af over 12 mia. US-dollar til de europæiske lande, som var blevet ødelagt i 2. verdenskrig.
Ved hjælp af Marshall-planen kunne de europæiske lande genopbygges i løbet af nogle få år. De fleste penge gik til Storbritannien, Frankrig og Vesttyskland.
OEEC arbejdede ikke med en videregående integration af de europæiske lande, og kom snart til at stå i skyggen af EF og EFTA. I 1961 blev organisationen omdannet til OECD.
Thorkil Kristensen var fra 1960-1969 den sidste generalsekretær for OEEC og den første generalsekretær for OECD.
| Medlemsland    | Bemærkning                                           |
| -------------- | ---------------------------------------------------- |
| Belgien        |                                                      |
| Danmark        |                                                      |
| Frankrig       |                                                      |
| Grækenland     |                                                      |
| Irland         |                                                      |
| Island         |                                                      |
| Italien        |                                                      |
| Luxembourg     |                                                      |
| Nederlandene   |                                                      |
| Norge          |                                                      |
| Portugal       |                                                      |
| Schweiz        |                                                      |
| Spanien        | Fra 1958                                             |
| Storbritannien |                                                      |
| Sverige        |                                                      |
| Trieste        | Zone A, som i 1954 kom til Italien                   |
| Tyrkiet        |                                                      |
| Vesttyskland   | Fra 1949, indtil da de tre vestlige besættelseszoner |